# Avbildning
|  | Wiktionary har en ordboksartikel om avbildning. |

Inom matematik är en avbildning, T, från en mängd X till en mängd Y, en hopparning av vissa element från X med vissa element från Y. Denna parning är sådan att ett X-element paras ihop med bara ett Y-element; X-elementet x paras ihop med Y-elementet Tx.
- De X-element som ingår i parningen utgör vad som kallas avbildningens definitionsmängd D(T). I allmänhet är detta en delmängd av mängden X:

{\displaystyle D(T)\subseteq X.}
- De Y-element som ingår i parningen utgör vad som kallas avbildningens värdemängd R(T). I allmänhet är detta en delmängd av mängden Y:

{\displaystyle R(T)\subseteq Y.}
- Om definitionsmängden utgör hela mängden X säger man att avbildningen är injektiv:

{\displaystyle D(T)\,=X}
- Om värdemängden utgör hela Y-mängden säger man att avbildningen är surjektiv:

{\displaystyle R(T)\,=Y.}
- En avbildning som är både injektiv och surjektiv kallar man en bijektiv avbildning.

En operator är en avbildning där mängden X är ett vektorrum och där mängden Y också är ett vektorrum.
En funktional är en avbildning där mängden X är ett vektorrum och mängden Y är en delmängd av de komplexa talen.
Ofta används begreppet funktion synonymt med avbildning, men ibland görs åtskillnad mellan dessa begrepp. I dessa fall menas med en funktion en avbildning där mängden X kan vara vad som helst, men där mängden Y är en delmängd av de komplexa talen.
Mängden av de komplexa talen är ett vektorrum, så en funktional är en särskild slags operator och även en särskild slags funktion.

## Exempel
Operator: Låt X vara mängden av alla deriverbara och reellvärda funktioner på det slutna intervallet [0,1] och låt Y vara mängden av alla kontinuerliga reellvärda funktioner på det slutna intervallet [0,1]:
{\displaystyle X={\mathcal {C}}^{1}([0,1],\mathbb {R} );}
{\displaystyle Y={\mathcal {C}}([0,1],\mathbb {R} ).}
Ett exempel på en operator är den avbildning som parar ihop en deriverbar reellvärd funktion x(t) med dess derivata (som är en kontinuerlig funktion):
{\displaystyle Tx={\frac {dx}{dt}},\quad x\in {\mathcal {C}}^{1}([0,1],\mathbb {R} ).}
Funktional: Låt X vara mängden av alla kontinuerliga reellvärda funktioner på det slutna intervallet [0,1]. Ett exempel på en funktional är den bestämda integralen över intervallet [0,1]:
{\displaystyle Tx=\int _{0}^{1}x(t)\,dt,\qquad x\in {\mathcal {C}}([0,1],\mathbb {R} ).}
Funktion: Låt X vara det slutna intervallet [0,1] och Y också vara samma intervall. Ett exempel på en funktion är:
{\displaystyle T(x)\,=x^{2},\qquad x\in [0,1].}
(När det gäller funktioner är det brukligt att skriva T(x) istället för Tx.)